# Supermarine Spitfire: Tidlige typer med Merlin motor
Den Britiske Supermarine Spitfire var det eneste Allierede jagerfly fra 2. verdenskrig der gjorde fronttjeneste og var i kamp fra starten af konflikten i september 1939, indtil slutningen i august 1945. Efter krigen fortsatte Spitfire med at være i tjeneste langt ind i 1950'erne. Det oprindelige flystel viste sig at være ekstremt tilpasningsdygtigt, og kunne modificeres til at tage langt større motorer og bære mere last end tiltænkt flyets oprindelige rolle som kortdistance interceptor. Dette ville føre til 19 marks (grundtyper) af Spitfire og 52 undervarianter, som blev produceret før, under og efter krigen. De mange ændringer blev til for at opfylde krav fra Royal Air Force, og for med succes at kunne imødegå de stadigt forbedrede fjendtlige flytyper. Efter at den oprindelige designer, Reginald J. Mitchell, afgik ved døden i juni 1937, blev alle efterfølgende varianter af Spitfire designet af hans efterfølger, Joseph Smith, og et team af ingeniører og tekniske tegnere.
Disse artikler præsenterer en enkel historisk gennemgang af de mange Spitfire-varianter, inklusive mange af de specifikke karakteristika for hver undervariant. Denne artikel omhandler kun Spitfire varianter forsynet med tidlige Rolls-Royce Merlin motorer, som hovedsageligt benyttede enkelttrins kompressorer gearet til én hastighed. Den næste artikel beskriver Spitfire-varianter med senere Merlins, der havde to-trins to-gears kompressorer, og den sidste artikel dækker de sidste Spitfire-varianter der var forsynet med de noget større Rolls-Royce Griffon motorer.

## Vingetyper
Spitfires med enkelttrins Merlin-motorer benyttede fem forskellige vingetyper, Type A, B, C, D og E vinger, som alle havde samme mål, facon og tværsnit men forskellige interne arrangementer af bevæbning og brændstoftanke. Alle Mk.I, Mk.II, og Mk.V og de afledte varianter havde små, rektangulære indikatorstifter for understellet, som stak frem fra vingens overside når understellets ben var låst i nedfældet stilling, og som derved gav en positiv mekanisk indikation for at hjulene var nede og låst, eftersom piloten ikke kunne se understellet direkte. Dette var en backup for indikatorlamperne på instrumentpanelet, i det tilfælde at der var fejl på pærerne, eller svigt i det elektriske anlæg. Alle disse varianter benyttede Dunlop AH2061 dæk på hovedhjulene, monteret på legeringsfælge med 5 egere. Halehjulene, der ikke kunne trækkes op og var frit efterløbende, benyttede Dunlop AH2184 dæk.
Begyndende med Mk.V, fik nogle Spitfires deres afrundede elliptiske vingetipper "klippet" umiddelbart udenfor krængerorene, og fik tippen erstattet med en flad afdækning. Tippen var boltet på, den nye afdækning var i grunden blot en høvlet pind. Formålet var at forbedre manøvreevnen ved lave flyvehøjder, frem for alt for at give flyet en højere rulningshastighed. Dette var en egenskab hvor Mk.V var slemt underlegen i forhold til sin rival Fw 190. Selv om disse "klippet-vinge" fly er populært kendt som "L.F." versioner på grund af deres designation (f.eks. Spitfire L.F. Mk.V), indikerer bogstavet "L" de særlige versioner af Rolls-Royce Merlin-motorerne der blev anvendt, og som var optimeret til bedste ydelse ved lav flyvehøjde ved at anvende en kompressor med en neddrejet ("cropped") impeller (Merlin 45M, 50M or 55M). Selvom mange "L.F" Spitfires fik "klippede" vinger sammen med den specielle motor, beholdt en stor del af flyene stadigvæk de originale vingetipper.

### A-typen
A-typen var det oprindelige vingedesign, med otte kaliber .303 (7,7mm) Browning maskingeværer, med 300 skud til hvert maskingevær. Den grundlæggende struktur af vingen var uændret frem til 'C' typen i 1942. Den eneste større ændring til denne vinge, indført kort efter produktionens opstart, var indførelsen af et varmeanlæg til våbenkamrene, for at forhindre at maskingeværerne frøs fast i større flyvehøjder. For at opnå dette blev åbne strukturer rundt om våbnene, som f.eks. ribberne i vingerne, lukket af, så hvert våben lå i et aflukket kammer. Der blev tilføjet et rørsystem som ledte opvarmet luft fra motorens radiator ind i de nu lukkede våbenkamre. Ventilationsåbninger nær vingens forkant, dækket af strømlinede trekantede dæksler, var placeret så luftstrømmen skabte undertryk i våbenkammeret og sørgede for en rigelig og naturlig opvarmet luftstrøm fra radiatoren, uden anvendelse af et blæsersystem. For at forhindre gennemstrømning af kold luft via mundingsåbningen i vingens forkant, lukkede flyets jordbesætning åbningerne med rød selvklæbende tekstiltape (eller i mangel på dette, brunt pakkepapir) som en del af processen, når våbnenes magasiner blev fyldt op. Maskingeværerne blev affyret igennem tapen, så forseglingen var borte efter kamp. Imod slutningen af 1940 blev de tekstil-dækkede krængeror erstattet med ror der var dækket med letmetal. A-vingen var kun kompatibel med bestykningen med otte browning maskingeværer.

### B-typen
B-vingen var strukturelt en A-type modificeret til at bære en 20 mm Hispano maskinkanon pr. vinge. Denne erstattede de to inderste .303 maskingeværer. Den optrækkelige landingsprojektør under vingen blev flyttet. Kanonen blev installeret i det inderste våbenkammer, lige ved siden af hjulbrønden, og det andet maskingevær blev fjernet helt. Området hvor det inderste maskingeværs ammunitionskasser havde været, lige uden for maskingeværets kammer, blev modificeret så det havde plads til kanonens 60-skuds tromlemagasin. Forhudningen på over- og undersiden af vingen fik en strømlinet 'vable' (Engelsk: "blister") for at give plads til magasinet - der var to forskellige udformninger af dem under vingen. De tilbageblevne to .303 maskingeværer yderst i vingen blev ikke ændret. Den eneste type bevæbning der passede til en Spitfire med en B-type vinge var: To 20 mm Hispano Mk.II maskinkanoner, hver med en 60-skuds tromle, og fire .303 Browning maskingeværer, med 350 skud hver. Krængeror med letmetalsforhudning var standard på denne vingetype.

### C-typen
"C-vingen", også benævnt "Universalvingen" var en langt mere modificeret vinge, redesignet for at reducere arbejdsmængden og produktionstiden, såvel som at tillade forskellige konfigurationer af bevæbningen uden at skulle gennemgå strukturelle modifikationer eller ændringer (En tilsvarende vingetype blev udviklet til Hawker Hurricane, og tillod at alt fra 8 til 10 .303 Brownings, eller fire 20mm Hispanos, eller to anti-tank 40mm Vickers "S" kanoner og et par .303 kunne monteres i den samme vinge). uden modifikation kunne "universal" vingen acceptere bevæbningen fra "A", "B", "C" eller "E-type" vinger, selvom "E" typen ikke blev benyttet før de senere versioner af Spitfire. "B" typens 2-kanon, 4-Browning layout var det oftest benyttede på "C" vinge Spitfires, indtil fremkomsten af Mk.IX og "E" vingen. Ændringerne i "C" vingerne er bl.a. et sekundært kanonkammer lige uden for det første, og at den 3. Browning blev flyttet en smule udad, fra spante 13 til 14, hvilket placerer de to yderste maskingeværer tættere sammen end i de gamle "B" vinge.
Selv om et hvilken som helst fly med en universalvinge officielt er en "C" variant uanset den anvendte våbenbestykning ("E" typer undtaget), blev det senere populært - og fejlagtigt - benyttet at kalde fly udrustet med "C" vinge og "B" type bevæbning for en "B" variant, selv om flyet korrekt benævnt, teknisk og strukturelt er en "C". Visuelt kan der skelnes; den nye vinge havde to kanonkamre, selv om det ene kammer som regel var tomt. De to yderste maskingeværer var flyttet tættere sammen end i "A" eller "B" type vingerne, hvilket er en visuel hjælp til at skelne en original "B" type fra en senere ukomplet bestykket "C"-vinge. Selv uden den sekundære kanon monteret, kan man også se åbningen i vingen til dennes munding. Uden kanonen er åbningen som regel lukket af med en gummiprop. Eftersom kanonophængene var blevet flyttet længere bagud i vingen, så afskærmningen af kanonløbet er kortere en på en original "B" Spitfire.
Få, om overhovedet nogen, "C" Spitfires blev udrustet med de otte Brownings fra "A" vingens våbenkonfiguration, eftersom denne blev anset som forældet på det tidspunkt hvor Mk.V blev kampklar. "C" vingen var den første der kunne håndtere fire (to i hver side) 20mm kanoner; derfor bliver "C" designationen populært benyttet om alle fire-kanons Spitfires, f.eks. F Mk.Vc. I teorien kunne en Spitfire med Universalvinge bære fire kanoner og fire maskingeværer, men dette ville være en tung last for flyet og ville i høj grad gå ud over flyets manøvreevne og øvrige flyveegenskaber. Derfor ville en fuld "C" bevæbning næsten aldrig blive benyttet; mange Spitfires fremstillet med "C" bevæbning ville få de to ekstra kanoner fjernet for at spare vægt, inden flyet blev sat i fronttjeneste.
Universalvingen var også ændret for at imødekomme en forbedring af Hispano kanonen. I stedet for det oprindelige 60-skuds tromlemagasin blev kanonerne nu fremstillet med bæltefødning, hvilket gav mulighed for at fordoble ammunitionen til 120 skud pr. kanon. Dette fjernede også behovet for de temmelig store 'vabler' til tromlemagasinet på over- og undersiden af vingen, med modifikationen var det kun nødvendigt med en lille vable til at huse den elektriske "Chattellerault" fødemekanisme. Understellets ophæng blev omdesignet og dørene til understellet blev buet en smule, hvilket tillod at understelsbenene sad længere nede i hjulbrøndene. Dette gjorde det muligt at fjerne de 'vabler' på vingens overside der dækkede over hjulbrønden og understellets tophængsel. De forstærkede understelsben blev vinklet 5.08 cm (2 inches) fremover når de var nedfældet, hvilket gjorde Spitfire mere stabil på jorden og formindskede risikoen for at flyet gik på næsen. Desuden opgav man at montere de nedfældelige landingslys. Der blev også tilføjet hardpoints umiddelbart uden for hjulbrønden, hvilket tillod at et fly kunne medføre to stk. 113 kg (250 lb) bomber.

### D-typen
D typen var modificeret til anvendelse på ubevæbnede, langdistance rekognosceringsversioner af Spitfire, som f.eks. P.R. Mk.Id (P.R. versionerne bliver nøjere beskrevet længere nede). Disse vinger havde tomme våbenkamre, og det relativt tykvæggede D-formede forkantsprofil foran hovedbjælken var blevet konverteret til en ekstra intern brændstoftank, der kunne rumme 300 l. (66½ Imperial gallons) ud over beholdningen i tankene foran cockpittet. Det var nødvendigt at placere påfyldningsstudsen langt ude på vingen, mellem ribbe 19 og 20 på forkanten, eftersom vingernes dihedral placerede tipperne højere end resten af vingen. En ekspansions- og udluftningsventil var placeret længere ude, mellem ribbe 20 og 21, det højeste punkt på tanken hvor der naturligt ville danne sig en luftboble. Ventilen var nødvendig; den direkte solopvarmning af vingens metal, der også fungerede som tankens væg, gav en del udvidelse og fordampning.

## Varianter med Merlin motor og enkelttrins kompressor

### Mark numre, typenumre
Mark numrene indikerede ikke nødvendigvis en kronologisk rækkefølge; for eksempel var Mk.IX en nødløsning der blev sat i produktion før Mk.VII og Mk.VIII. Derudover blev nogle Spitfires af et 'mark' eller en variant ombygget til en anden; adskillige af de første Mk.Vb blev konverteret fra Mk.Ib; og de første Mk.IX var oprindeligt Mk.Vc, i nogen tilfælde ombygget af Rolls-Royce i deres Hucknall fabrik.
Indtil slutningen af 1942 benyttede RAF altid romertal til mark-numre. 1943–48 var en overgangsperiode, under hvilken nye fly der gik i tjeneste fik arabertal som 'mark' numre, mens ældre fly beholdt deres romertal. Fra 1948 og fremover blev der udelukkende anvendt arabertal. Disse artikler fastholder disse principper og benytter romertal for Mk.I-XVI og arabertal for Mk.17–24. Typenumre (f.eks. Type 361) er de designnumre der blev allokeret og benyttet på tegnebrættet ved Supermarine.

### PrototypeK5054(Supermarine Type 300)
Konstruktionen af K5054 startede i december 1934, med tilføjelse af modifikationer efterhånden som processen skred frem. En af de større ændringer var til Merlin-motorens kølesystem, med anvendelse af ethylenglykol som kølemiddel sammen med en radiator placeret i en køletunnel,  baseret på det arbejde som Frederick Meredith udførte ved Royal Aircraft Establishment, Farnborough.
Den første flyvning fandt sted den 5. marts 1936. K5054 var ikke malet, der var ingen afskærmninger på understellet, og det var låset fast i udfoldet stilling. Der var ingen bevæbning ombord. Den første motor var en prototype Merlin C med 738 kW (990 hk).
Efter de første få flyvninger blev K5054 returneret til fabrikken, og blev set igen 10 dage senere, nu med en bleg blå-grå blank bemaling. Motordækslerne var blevet ændret og halefinnens top havde fået en ændret facon, hvor rorbalancen var blevet reduceret i størrelse. Der var tilføjet afskærmninger på understellet. En forbedret propel var blevet monteret, eftersom flyet nu fungerede tilfredsstillende blev det overdraget til RAF for yderligere afprøvning.
Senere i 1936 blev standardbevæbningen monteret, otte .303" Browning maskingeværer. Den 22. marts 1937 nødlandede K5054 med understellet trukket op. Under reparationen blev flyets top malet i standard camouflagefarver - mørk jordbrun/mørkegrøn - og med sølvfarvet dope på undersiden. Den 19. september 1938 blev Spitfire for første gang fløjet med ejektor-udstødninger, som genererede omkring 35 kg (70 pounds) ekstra trækkraft.
K5054 havarerede den 4. september 1939 under afprøvning på Farnborough. Efter en fejlvurderet landing tippede flyet om på ryggen og kvæstede piloten, Flt Lt. White, dødeligt. Flyet blev herefter afskrevet.

### Mk.I (Type 300)
- Wikimedia Commons har flere filer relateret til Supermarine Spitfire: Tidlige typer med Merlin motor

I 1936, før prototypen fløj for første gang, placerede Air Ministry en ordre på 310 stk. Spitfires. Ikke desto mindre, på trods af de løfter som direktøren for Vickers-Armstrongs (firmaet der ejede Supermarine) gav om at firmaet ville være i stand til at levere fem Spitfires om ugen, stod det snart klart at dette ikke ville lykkes. I 1936 beskæftigede Supermarine 500 ansatte, og var allerede beskæftiget med at opfylde ordrerne på 48 stk. Walrus amfibiske rekognosceringsfly og 17 stk. Stranraer patrulje-flyvebåde. Ud over dette var den lille stab af designere, der skulle levere arbejdstegninger til produktionen, allerede fuldt belastet med arbejde. Selv om det var åbenlyst at det meste af arbejdet nødvendigvis måtte sendes til underleverandører, havde Vickers-Armstrongs ledelse modvilje mod dette. Når andre firmaer var klar til at levere komponenter til Spitfire var der konstante forsinkelser, enten fordi de leverede dele ikke passede, eller fordi tegningerne var utilstrækkelige; underleverandørerne havde selv problemer med at fremstille komponenter som i mange tilfælde var mere avancerede og komplicerede en noget de tidligere havde arbejdet med.
Som en konsekvens af forsinkelserne modtog RAF de første to Spitfires fra produktionslinjen i juli 1938, og de første Spitfires der trådte i tjeneste ved eskadrillerne blev først modtaget af 19 Squadron tidligt i august. I et stykke tid var der alvorligt tvivl om Spitfire havde en fremtid, eftersom Air Ministry antydede at programmet burde afvikles og Supermarine i stedet for skulle bygge Bristol Beaufighter under licens. Til sidst var ledelsen af Supermarine og Vickers dog i stand til at overbevise Air Ministry om at problemerne med produktionen ville blive løst, og i 1938 blev der placeret en ordre ved Morris Motors Limited for yderligere 1.000 Spitfires der skulle bygges i en kæmpestor ny fabrik i Castle Bromwich. Denne blev efterfulgt i 1939 af en ordre på endnu 200 stk. fra Woolston, og kun et par måneder senere, yderligere 450. Dette bragte totalen op på 2.160 stk. hvilket var en af de største ordrer i RAFs historie. Over de næste tre år blev der lavet et stort antal modifikationer, de fleste som følge af erfaringer indhøstet under kamp.
Tidligt i Spitfirens karriere blev et alvorligt problem opdaget; ved flyvehøjder over cirka 4.500 m (ca. 15,000 ft) ville regn eller kondensvand fryse i maskingeværerne og forhindre dem i at fungere. På grund af dette blev opvarmningssystemet til maskingeværerne, som først blev monteret på K5054, indført fra og med den 61'ne producerede Mk.I. Ved starten af 2.verdenskrig blev flammeskjulerne på maskingeværernes mundinger fjernet, og det blev en fast praksis at overklæbe mundingsåbningerne i vingerne med stoflapper. Lapperne holdt geværløbene fri for støv og skidt, og lod den varme luft opvarme våbnene mere effektivt. Tidlige fly var udrustet med et ring-og-korn sigte, men flyene var forberedt for at et reflektorsigte kunne eftermonteres så snart en type blev valgt. I juli 1938 blev Barr and Stroud GM 2 valgt som RAFs standard reflektorsigte, og disse blev monteret i Spitfire fra sidst i 1938. Disse første produktions-Mk.I var i stand til at opnå en maksimal hastighed på 583 km/t (362 mi/h) ved en højde af 5.600 m (18.500 ft), med en maksimal stigehastighed på 759 m/min (2.490 ft/min) i 3.000 m (10.000 ft) flyvehøjde. Max. flyvehøjde (hvor stigehastigheden er faldet til 30 m (100 ft) pr. minut) var 9.700 m (31.900 ft).
Alle Merlin I til III-serie motorer havde behov for en ekstern strømkilde for at kunne starte; en lille trækvogn med et par bilbatterier i overstørrelse (en "trolley acc" eller trolley accumulator) var et velkendt syn på RAF's jagerflyvepladser. Trækvognen kunne rulles op til flyet, hvorpå kablet fra vognen blev tilsluttet et stik på styrbords side af motorafdækningen på Spitfiren. Fly bygget ved Supermarine havde endvidere en lille messingplade med instruktioner placeret på motorafdækningen, lige under de styrbords udblæsningsrør.
De tidlige Mk.I var udrustet med en 768 kW (1.030 hk) Merlin Mk.II motor der trak en Aero-Products "Watts" to-bladet træpropel med fast stigning og 3.3 m (10 ft 8 in) diameter. Propellen vejede 38 kg (83 lb). Fra det 78ne producerede flystel blev Aero Products propellen erstattet med en 183 kg (350 lb) tung de Havilland tre-bladet propel. Denne var af metal, 2.97 m (9 ft 8 in) diameter, og kunne skifte mellem to stigninger. Den nye propel gav flyet stærkt forbedrede egenskaber ved takeoff, gav en højere maksimal fart og en større max. flyvehøjde. Fra det 175ne producerede fly blev der installeret en Merlin Mk.III motor med en "universal" propelaksel der var i stand til at benytte enten en de Havilland eller en Rotol propel. Efter klager fra piloterne blev der fra starten af 1939 indført en buet hood over cockpittet, som gav mere plads til hovedet, og forbedrede udsynet til siderne og bagud.
På samme tid blev den manuelle håndpumpe til understellets hydraulik erstattet med en pumpe drevet af motoren. Spitfire Mk.I der havde fået disse forbedringer var nu i stand til at nå en tophastighed på 591 km/t (367 mi/h) i en højde af 5.700 m (18.600 ft), med en maksimal stigehastighed på 655 m/min (2.150 ft/min) ved 3.000 m (10.000 ft). Max. flyvehøjde blev forbedret til 10.500 m (34.400 ft).
En spændingsregulator under et sort, cylindrisk dæksel var placeret langt nede på bagsiden af spant 11, lige bag pilotens sæde: fra N30xx produktionsserien blev regulatoren placeret højere så man lige kunne se den gennem hood'en bag piloten. Fra N32xx-serien blev regulatoren monteret direkte bag pilotens nakkestøtte på spant 11. Andre ændringer blev indført senere i 1939 med et forsimplet design af pitotrøret, og radiomasten, der til at begynde med var en rund pind, blev erstattet af en strømlinet og tilspidset ny mast. For at forbedre beskyttelsen af pilot og brændstoftankene, blev der placeret et stykke tykt, lamineret skudsikkert glas inden for det krummede vindspejl, og et 3 mm tykt dæksel af en letmetallegering, stærk nok til at afbøje småkalibrede projektiler, blev placeret over toppen af de to brændstoftanke. Fra cirka midt i 1940 blev der monteret 33 kg (73 pounds) panserstålplade bag pilotsædet for at beskytte pilotens ryg og hoved, og et stykke til at beskytte fronten af glycoltanken. Derudover blev den nederste brændstoftank dækket med et brandsikkert materiale kaldet "Linatex"; dette blev senere erstattet med et lag selvforseglende gummi.
I juni 1940 begyndte de Havilland at fremstille et ombygnings'kit' så propeltypen med to stigninger kunne ombygges til en constant speed propel. Selvom den ombyggede propel var en hel del tungere end de tidligere typer (227 kg (500 lb) imod 183 kg (350 lb)) gav den en substantiel forbedring af take-off distancen og stigeevnen. Startende den 24. juni begyndte de Havilland at omruste alle Spitfires med disse kits, og den 16. august var alle Spitfires og Hurricanes blevet modificeret. Der blev monteret "totrins" rorpedaler i alle Spitfires i fronttjeneste; disse tillod at piloten kunne løfte fødder og ben højere under kamp, hvilket reducerede risikoen for at piloten ville få et "blackout" under drej som følge af g-kræfterne og dermed gav ham mulighed for at udføre krappere drejninger. En anden modifikation var det lille 'bakspejl' der blev monteret på toppen af vindspejlet: En tidlig indkapslet type blev senere erstattet af en simplere, rektangulær og justerbar type.
Fra september 1940 blev der installeret IFF udstyr. Dette vejede omkring 18 kg (40 lb) og fly der bar udstyret kunne visuelt identificeres ved hjælp af wireantennerne der var spændt ud mellem tipperne af haleplanet og den bageste del af skroget. Selv om den øgede vægt og antennerne tog 3 km/t (2 mph) af tophastigheden, tillod det at flyet kunne identificeres som eget på jordstationernes radar: manglen på sådant udstyr havde ført til uheld med egenbeskydning, som f.eks. Battle of Barking Creek hvor to Hurricanes blev skudt ned af Spitfires. Omkring samme tid begyndte man at indføre nye VHF Type 1133 radioer til erstatning for de forældede TR9 HF-radioer. De nye radioer blev først monteret i Spitfires fra 54. og 66. eskadriller i maj 1940, men forsinkelser i produktionen betød at majoriteten af Spitfires og Hurricanes ikke fik nogen de næste fem måneder. Med de nye radioer fik piloterne en stærkt forbedret modtagelse, hvilket var en stor fordel. Den nye installation betød at wireantennen der forløb mellem antennemasten og haleroret kunne fjernes, den trekantede 'dims' på toppen af antennemasten forsvandt også.
Vægtforøgelser og aerodynamiske ændringer gav de senere Mk.I en lavere topfart end de tidlige produktionsversioner. Dette blev dog mere end udlignet af de forbedringer i takeoff distance og stigehastighed som de nye constant-speed propeller gav. Under Slaget om England ville en Spitfire Mk.I udsrustet med constant-speed propel have en max. hastighed på 568 km/t (353 mi/t) i 6.100 m (20.000 ft) flyvehøjde, med en maksimal stigehastighed på 882 m/min (14,7 m/sek. eller 2.895 ft/min) ved 3.000 m (10.000 ft) flyvehøjde.
Merlin III - motoren der blev benyttet i Spitfire Mk.I havde en nominel ydelse på 768 kW (1.030 hk), men fra tidligt i 1940 begyndte der at ankomme leverancer af 100 oktan flyvebenzin fra United States. Dette betød at man i nødstilfælde kunne lade kompressoren give motoren et "emergency boost" på 0,83 bar (+12 psi) overtryk i indsugningsmanifolden i op til fem minutter. Dette gav piloterne 977 kW (1.310 hk) til disposition ved 3.000 omdrejninger og 2.750 m (9.000 feet) flyvehøjde. Dette boostede tophastigheden med 40 km/t (25 mph) ved havoverfladen, og 55 km/t (34 mph) i 3.000 m (10.000 ft) flyvehøjde, og forbedrede stigehastigheden fra nul til fuld højde. Det ekstra boost var ikke skadeligt for motoren såfremt begrænsningerne, nedskrevet i pilotens instruktionsbog, blev overholdt. For en sikkerheds skyld skulle piloten melde ved landingen hvis han havde haft brug for motorens "emergency boost", og det blev derefter noteret i motorens logbog. Der var monteret en wireplombe, som piloten skulle bryde for at benytte det ekstra boost; den brudte plombering fungerede som indikator for dette, og plomben ville blive erstattet af mekanikerne efter flyvningen. Det ekstra boost var også til rådighed i de Merlin XII der blev monteret i Spitfire Mk.II.
Fra sent i 1940 blev der eftermonteret en hurtigudløser af hood'en, udviklet af Martin-Baker, i alle Spitfires. Systemet benyttede et antal låsestifter som blev aktiveret via kabeltræk, hvis piloten trak i en lille rød gummibold der hang i toppen af vindspejlet. Hvis systemet blev aktiveret ville luftstrømmen rive hood'en af flyet, hvorefter piloten uhindret kunne springe ud. En af de vigtigste modifikationer i Spitfiren var at erstatte bevæbningen med maskingeværer med vingemonterede Hispano 20 mm kanoner. I december 1938 modtog Joseph Smith en instruks om at udvikle et ophæng til en enkelt Hispano under hver af Spitfirens vinger, men Smith protesterede mod ideen og udviklede i stedet for en installation i hvilken kanonerne var lagt på siden inden i vingerne, kun med en lille udbulning på vingernes over- og underside for at give plads til et 60-skuds tromlemagasin. Den første Spitfire bevæbnet med en enkelt Hispano i hver vinge var L1007 som var udstationeret i Drem i januar 1940 med henblik på egnethedsforsøg. Den 13. januar deltog dette fly, ført af Plt Off Proudman fra 602 Squadron, i en træfning hvor en Heinkel He 111 blev skudt ned. Kort efter denne hændelse fik Supermarine kontrakt på at modificere 30 Spitfires så de kunne få den kanonbevæbnede vinge; 19 Squadron modtog de første af disse fly i juni 1940 og den 16. august var der leveret 24 kanonbevæbnede Spitfires.
Disse Spitfires fik betegnelsen Mk.Ib: Mk.I bevæbnet med otte Brownings blev herefter benævnt som Mk.Ia. Med den tidlige kanoninstallation var 'klemmere' et alvorligt problem. I en enkelt træfning var det kun to af de 12 deltagende Spitfires de havde været i stand til at affyre al deres ammunition. Yderligere kanonbevæbnede Spitfires, med forbedrede kanonophæng, blev senere leveret til 92 Squadron, men på grund af den begrænsede mængde ammunition i magasinerne blev det til sidst besluttet at den bedste blanding af våben var to kanoner og fire maskingeværer pr. fly. De fleste af disse fly blev senere ombygget til de første Mk.Vb.
Fra november 1940 var det besluttet at Supermarine skulle producere krængeror dækket med letmetal, som skulle erstatte de originale stofdækkede ror på alle leverede fly. Ikke desto mindre blev der stadig leveret Spitfires med stofdækkede ror syv måneder senere. Først fra maj 1941 blev alle Spitfires fra samlebåndet leveret med metaldækkede ror.

### Eksportordrer: Mk.I
Typenumrene 332, 335, 336 og 341 blev givet til versioner af Mk.I der skulle modificeres for at imødekomme ønskerne fra Estland, Grækenland, Portugal og Tyrkiet respektive. Estlands ordre blev afbestilt da Sovjetunionen annekterede landet. De Græske og Portugisiske ordrer blev afvist af Storbritanniens Udenrigsministerium. De 59 fly til Tyrkiet blev godkendt, men efter leverancen af de første to fly stoppede ministeriet eksporten i maj 1940. Den 208'ne producerede Spitfire Mk.I blev solgt til Frankrig, og blev leveret i juni 1939 med henblik på en evaluering.
I 1941 tillod den Britiske regering at Portugal blev forsynet med 18 stk. Spitfire Mk.1a. Det var renoverede fly fra RAF beholdninger, efterudrustede med TR 9 HF radioer og uden et IFF system. Flyene ankom fra sidst i 1942 og fik tildelt serienumrene 370 til 387, og udgjorde XZ Esquadrilha på lufthavnen i Tancos. Alle flyene var blevet ophugget ved slutningen af 1947.

### Speed Spitfire (Type 323)
I 1937 blev ideerne om at modificere en Spitfire til at forsøget at bryde hastighedsrekorden for landfly lagt i mølpose. På daværende tidspunkt lød rekorden på 566 km/t (352 mph) og blev indehavet af Howard Hughes som fløj et Hughes H-1 racerfly. Selv om en tidlig Spitfire Mk.I var i stand til at opnå en hastighed på 583 km/t (362 mph) var dette i den højde hvor gasspjældet kunne åbnes mest, 5.100 m (16.800 ft); reglerne for rekorden forlangte at flyet skulle udflyve en bane på 2,99 km (1,86 miles) i en højde der ikke oversteg 75 m (245 ft). Spitfirens prototype, som på daværende tidspunkt var den eneste flyvedygtige, kunne opnå 470 km/t (290 mph) i meget lav højde. Den 11. november 1937 satte den modificerede Messerschmitt Bf 109 V13 (D-IPKY), fløjet af Herman Wurster, en ny hastighedsrekord på 610 km/t (379 mph). Det blev stadigt antaget at en modificeret Spitfire kunne gøre det bedre, og med forventning om dette blev projektet genoplivet og Air Ministry udstedte en kontrakt til at finansiere arbejdet.
I overensstemmelse med dette blev en standard Mk.I K9834 (den 48ne producerede Spitfire) taget fra samlebåndet og modificeret for et forsøg på at sætte en ny rekord. Alt militært udstyr blev fjernet og de hængslede paneler over våbenkamrene, døren over radioen og åbningen til at affyre flares blev fjernet og erstattet med aftagelige paneler. En speciel "sprint" version af Merlin II, der kørte på "racerbrændstof", en særlig blanding af benzin, benzol og methanol med en lille mængde tetraetylbly var i stand til at levere 1.565 kW (2.100 hk) ) i et kort tidsrum. Motoren drev en firebladet Watts propel med grov stigning og træblade, med en diameter på 3,0 m (10 ft). Kølingen af motoren foregik med vand under tryk. Dette krævede en længere radiator inden i en forlænget tunnel, der nåede helt ud til bagkanten af den styrbords vinge. En oliekøler med større diameter blev placeret under bagbords vinge. Spændvidden blev reduceret til 10,28 m (33 ft 9 in) og vingetipperne blev afrundet.
Alle samlinger mellem panelerne i forhudningen blev spartlet ud og slebet glatte, alle rundhovede nitter på vingefladerne blev erstattet med undersænkede, og der blev monteret et forlænget "racer" vindspejl. En mede erstattede halehjulet. Til sidst blev "Speed Spitfire" malet i en højglanspoleret finish i kongeblå og sølv. Det færdige fly endte med at veje 135 kg (298 lb) mere end en standard årgang 1938 Spitfire. I juni 1938 satte en Heinkel He 100 V2 en ny hastighedsrekord på 635 km/t (394,6 mph), hvilket var meget tæt på den forventede maksimalfart af den endnu ufløjne Speed Spitfire; den modificerede Spitfire fløj første gang den 11. november 1938, og sidst i februar 1939 opnåede den en maksimalhastighed på 657 km/t (408 mph) i 910 m (3.000 ft) flyvehøjde.
Det stod klart at yderligere modifikationer var nødvendige. Det blev besluttet at fjerne radiatoren og erstatte den med et "fuldt tab"-system. Den øverste brændstoftank blev erstattet med en kombineret kondensator og vandtank. Vandet blev pumpet gennem motoren og tilbage til tanken, hvor så meget som muligt blev kondenseret, mens resten blev sendt overbord som en dampstråle. Det var beregnet sådan at Speed Spitfire lige skulle være i stand til at gennemføre rekordflyvningen og lande sikkert, før den løb tør for vand og den stærkt reducerede brændstofmængde.
Rekorden blev brudt igen; i hurtig rækkefølge satte først en Heinkel He 100 V8 en ny rekord (746,6 km/t, 463,9 mph) den 30. marts 1939, derefter en Messerschmitt Me 209 V1 (755,14 km/t, 469,22 mph) den 26. april 1939. Det blev besluttet at Speed Spitfire ville få brug for ekstensive modifikationer for at komme i nærheden af de nye hastighedsrekorder, og projektet blev derpå nedlagt.
Ved starten af krigen blev Speed Spitfire modificeret til en hybrid P.R. Mk.II, fik den specielle Merlin II skiftet til en Merlin XII med stilbar de Havilland propel, og 'racer' vindspejlet blev erstattet med en normal buet P.R. type. Der kunne intet gøres ved den reducerede brændstofmængde, og flyet kunne aldrig benyttes operationelt. Flyet blev benyttet som forbindelsesfly ("liaison") mellem flyvepladserne i UK under krigen. K9834 blev ophugget i juni 1946.

### Tidlige rekognoscerings (P.R.) varianter
Før den 2.verdenskrig var det 'god latin' at benytte konverterede bombefly til luftbåren fotorekognoscering. Disse bombefly beholdt deres defensive bevæbning, hvilket var af stor betydning eftersom en langsom bomber ikke kunne udgå at blive opfanget af fjendtlige jagere. Under krigen fandt man hurtigt ud af at modificerede Bristol Blenheim og Westland Lysander var lette mål for tyske jagere, og disse typer led svære tab så snart de vovede sig over tysk eller tysk-besat område.
I august 1939 sendte Flying Officer Maurice Longbottom, inspireret af Sidney Cotton, et memorandum Fotorekognoscering af fjendtligt område under en krig (Photographic Reconnaissance of Enemy Territory in War) til RAFs hovedkvarter. I memorandaet gjorde Longbottom sig til talsmand for at luftbåren rekognoscering var en opgave der burde overlades til hurtige, små fly, som kunne benytte deres fart og store flyvehøjde til at undgå at blive opdaget og opfanget. Han foreslog at anvende Spitfires med bevæbningen og radioudstyret fjernet og erstattet med ekstra brændstof og kameraer. Som et resultat af et møde med Air Chief Marshal Hugh Dowding, kommandøren for RAF Fighter Command, blev to Spitfires N3069 og N3071 frigivet fra RAF Fighter Command og sendt til "Heston Flight" på Heston flyveplads, en tophemmelig rekognosceringsenhed under kommando af Acting Wing Commander Cotton.
De to Spitfires blev "Cottoniseret" ved at afmontere alle våben og radioanlægget. Mundingsåbningerne i vingerne blev blændet af, og alle samlinger mellem panelerne blev spartlet ud og slebet glatte. Herefter blev hele flystellet poleret for at fjerne småfejl. Flyet blev malet med en speciel meget bleg blå-grøn farve kaldet Camoutint, og flyet blev poleret igen. To F24 kameraer, forsynet med optik med 127 mm (5-inch) brændvidde, blev monteret i vingernes inderste våben- og ammunitionskamre så de kunne fotografere et rektangulært område direkte under flyet. Dette var en nødløsning, eftersom der endnu ikke fandtes specialiserede kameraophæng til Spitfire. Der blev installeret et varmeanlæg på alle P.R. Spitfires for at forhindre at kameraer og linser frøs til ved stor flyvehøjde. Disse Spitfires, som senere officielt blev til Spitfire Mk.I P.R. Type A, havde en topfart på 628 km/t (390 mph). Adskillige af de undertyper der fulgte var konverterede flystel fra jagere, og var blevet ombygget af Heston Aircraft Company. Type D, som var den første specialiserede ultra-langdistance version, var den første der krævede at arbejdet skulle udføres af Supermarine.
I de Mk.I P.R. Type B, også kendt som mellemdistance (Medium Range,MR) ombygninger som fulgte, blev linserne i F24 kameraerne opgraderet til en brændvidde på 203 mm (8-inch), hvilket gav billeder med en tredjedel større skala. En ekstra brændstoftank på 132 l (29 gal) blev installeret i bagenden af skroget. Man havde forestillet sig at installere meget større kameraer i skroget umiddelbart bag piloten, men på daværende tidspunkt mente RAF's ingeniører at dette ville flytte Spitfirens tyngdepunkt for meget. Cotton kunne demonstrere at ved at fjerne nogle blyvægte, som var blevet installeret i flyets hale for at kompensere for vægten af constant-speed propellen, var det muligt at installere kameraer med større brændvidde i skroget. Type B var den første der opgav det tykke lag skudsikkert glas i vindspejlet. Mange af disse tidlige P.R. Spitfires var udrustet med en Merlin XII motor og en Rotol constant-speed propel med den tidlige stumpe spinner fra Spitfire Mk.II.
Mk.I P.R. Type C kunne i alt medføre 655 l (144 gal) brændstof, og var det første fotorekognosceringsfly der var i stand til at nå mål så langt væk som Kiel. Det ekstra brændstof blev båret i tanken bag piloten, og i en 136 l (30 gal) 'vable'tank under den bagbords vinge. En kamerainstallation i en anden vable under styrbords vinge tjente som kontravægt for den bagbords vingetank. En større olietank blev indbygget; for at få plads til denne var det nødvendigt at ændre faconen på motorindkapslingen, hvilket gav flyet den karakteristiske P.R. Spitfire "hage". Denne version blev også kendt som en langdistance (Long Range eller LR) Spitfire.
Mk.I P.R. Type D (også kendt under det beskedne navn Extra Super Long Range Spitfire) var den første P.R. variant der ikke var en ombygning af et eksisterende flystel fra en jager. Type D medbragte så meget brændstof at den fik øgenavnet "tankvognen" ("the bowser"). Den D-formede forkant af vingen, foran hovedbjælken, viste sig at være en ideel placering for en indbygget tank. Tidligt i 1940 påbegyndtes arbejdet med at ombygge forkanten, fra ribbe 4 til ribbe 21, ved at forsegle hovedbjælken, de yderste ribber og alle pladesamlinger, hvilket tillod yderligere 259 l (57 gal) brændstof i hver vinge. Opgaven havde fået en lav prioritet, og med den desperate mangel på jagere, stod de to første håndbyggede P.R. Type D først til rådighed i oktober. Disse prototyper havde også en 132 l (29 gal) tank i bagkroppen. en ekstra 63 l (14 gal) olietank blev monteret i bagbords vinge. Kameraerne, enten to vertikalt monterede F24 med en linse på enten 203 mm (8 inch) eller 508 mm (20 inch), eller to vertikalt monterede F8 med 508 mm (20 inch) linse, var placeret i kroppen bag piloten. Med en fuld last brændstof havde tyngdepunktet rykket sig så langt bagud at flyet var vanskeligt at flyve indtil tanken agterst i skroget var blevet tømt. På trods af dette problem demonstrerede typen hurtigt sin anvendelighed ved at fotografere mål så langt væk som Stettin, Marseilles, Trondheim og Toulon.
Så snart de første to Type D prototyper, P9551 og P9552 havde demonstreret konceptet, blev samlebåndsflyene (som hurtigt blev omdøbt til P.R. Mk.IV) yderligere modificeret ved at forøge vingetankenes størrelse til 302 l (66.5 gal) hver, og ved at kassere tanken i flyets bagkrop. Disse fly var langt bedre balanceret og fik desuden den kraftigere Merlin 45 motor, identisk med den som blev benyttet i jageren Mk.V, og et opvarmet cockpit, hvilket betød meget for piloternes komfort på de særdeles lange ture. I alt 229 stk. af Type D blev bygget.
En enkelt Mk.I P.R. Type E N3117 blev bygget for at opfylde et krav om nærbilleder taget i en flad vinkel, i modsætning til de sædvanelige billeder taget lodret fra stor højde. Denne type bar et F24 kamera i en strømlinet indkapsling under hver vinge. Kameraerne pegede fremad, var rettet en smule udad, og sigtede cirka 15° nedad fra horisontalplanet. Der var placeret en 132 l (29 gal) brændstoftank i bagkroppen. N3117 viste sig særdeles nyttig eftersom den var i stand til at fotografere mål under vejrbetingelser der gjorde fotografering fra stor højde umulig. Erfaringerne med dette fly resulterede i udviklingen af Type G.
Mk.I P.R. Type F var en midlertidig "super-langdistance" version som trådte i tjeneste i juli 1940, mens man afventede ankomsten af Type D. Type F bar en 136 l (30 gal) brændstoftank under hver vinge, plus en 132 l (29 gal) tank i bagkroppen, og havde desuden den forstørrede olietank under næsen ligesom Type C. Ændringerne gav en så nyttig forbedring at næsten alle eksisterende Type B og Type C efterhånden blev ombygget til Type F standard. Flyene opererede fra East Anglia og herfra var de i stand til at nå, fotografere og returnere fra Berlin. 15 stk. af disse fly blev baseret på et Mk.V flystel.
Mk.I P.R. Type G var den første jager-rekognoscerings version, og havde den samme lavtflyvende taktiske rolle som Type E. Et sidevendt F24 kamera, med enten en 203 mm (8 inch) eller 356 mm (14 inch) linse, blev monteret pegende mod bagbord imellem skrogets spante 13 og 14. To vertikale F24 kameraer fandt også plads i skroget. Det forreste kamera var installeret under det siderettede, og kunne udstyres med enten en 127 mm (5 inch) eller en 203 mm (8-inch) linse, og det bageste kamera kunne få enten en 203 mm (8-inch) eller en 356 mm (14-inch) linse. Der var placeret en 132 l (29 gal) brændstoftank umiddelbart bag piloten. De første P.R. Type G blev ombygget fra Mk.I flystel, og deres Merlin II motorer blev udskiftet med Merlin 45. Senere P.R. Type G blev ombygget fra Mk.V flystel. Type G var fuldt bevæbnet med 8 stk. .303" Brownings og havde beholdt sit skudsikre vindspejl og sigtet til maskingeværerne.
En detalje ved de fleste P.R. Spitfires var den særligt modificerede hood over cockpittet. Der var en temmelig stor dråbeformet udbulning til begge sider, hvilket gav piloterne bedre udsyn nedad og bagud og gjorde det nemmere at sigte med kameraerne. De laterale kameraer blev sigtet ved at bringe et lille +, markeret på siden af hood'ens plexiglas, overet med en smal sort streg malet på den yderste del af det bagbords krængeror. I alle ubevæbnede P.R. fly var våbensigtet erstattet af en lille kontrolboks fra hvilken piloten kunne tænde for kameraerne, indstille tidsintervallet mellem billederne og bestemme hvor mange billeder der skulle tages i en serie.
I 1941 blev der indført et nyt system af 'mark' numre, uafhængigt af de numre der blev benyttet for jagerversionerne. Adskillige af flyene der var modificeret til P.R. anvendelse blev ombygget til senere P.R. typer.
- Type C blev til P.R. Mk.III.
- Type D blev til P.R. Mk.IV.
- Type E blev til P.R. Mk.V.
- Type F blev til P.R. Mk.VI.
- Type G blev til P.R. Mk.VII.[64]

I alt blev der bygget 1.567 Mk.I (1.517 af Supermarine mellem maj 1938 og marts 1941, 50 af Westland, juli til september 1941).

### Mk.II (Type 329)
- Wikimedia Commons har flere filer relateret til Supermarine Spitfire: Tidlige typer med Merlin motor

I sommeren 1939 fik en tidlig Mk.I K9788 en ny version Merlin motor, type XII. Efter de succesfulde afprøvninger blev det besluttet at benytte denne type Merlin i Mk.II som skulle være den første version der udelukkende blev bygget af Lord Nuffields kæmpestore nye skyggefabrik i Castle Bromwich.
Den vigtigste af forbedringerne var den opgraderede 876 kW (1.175 hk) Merlin XII motor. Denne motor havde en Coffman starter i stedet for det elektriske system som de tidligere (og nogen senere) versioner af Merlin var forsynet med, og den nye starter gjorde det nødvendigt med en lille dråbeformet udbulning på det forreste styrbords motordæksel. Merlin XII blev kølet af en blanding af 70% glycol med 30% vand, i stedet for den ufortyndede glycol der blev benyttet i de tidligere Merlin versioner.
Tidligt i 1940 fik de Spitfire Mk.I der tilhørte 54 og 66 Squadrons en bredbladet propel med en diameter på 3,27 m (10 ft 9 in) fremstillet af Rotol. Den nye propel kunne lettest genkendes på en større og mere afrundet spinner: det blev besluttet at det var udelukkende denne propel der skulle anvendes på Mk.II. Denne kombination af motor og propel gav en hastighedsforøgelse på 9,5–11 km/t (6–7 mph) ved flyvehøjder under 5.200 m (17.000 ft) i forhold til de sene Mk.I, og gav en forbedret stigeevne. På grund af alle vægtforøgelserne var tophastigheden stadigt lavere end i de tidlige Mk.I, men flyets kampevne var langt bedre. Mk.II blev produceret som Mk.IIamed otte maskingeværer, og som Mk.IIb med kanonbevæbning. Leverancerne kom meget hurtigt, og de erstattede hurtigt alle de Mk.I der stadig var i tjeneste. Disse Mk.I blev sendt til træningsenheder (Operational Training Units). RAF havde gen-udrustet med den nye version i april 1941. Rotol propellerne blev dog senere suppleret med de Havilland constant-speed propeller magen til dem der blev benyttet i Mk.I.
Et lille antal Mk.II blev modificeret til "Langdistance" Spitfires tidligt i 1941. Disse var let genkendelige på den fastmonterede 182 l (40 gal) brændstoftank monteret under den bagbords vinge. Med ekstratanken fuld blev manøvreevnen indskrænket, topfarten blev 42 km/t (26 mph) lavere, og både stigeevne og max. flyvehøjde blev også forringet. Adskillige eskadriller benyttede denne version for at kunne yde langdistance bombereskorte.
Efter at Mk.II blev taget ud af fronttjeneste, blev 50 stk. ændret så de kunne anvendes til maritim luftredningstjeneste (SAR-arbejde), først under typebetegnelsen Mk.IIC (type 375) men senere benævnt A.S.R. Mk.II. Merlin XII motoren blev erstattet med en Mark XX, en "redningspakke" blev installeret i flarebeholderen, og der blev båret røg-markeringsbomber under bagbords vinge.
Der blev bygget i alt 921 Mk.II, alle i Castle Bromwich. Et lille antal Mk.II blev opgraderet til Mk.V konfiguration.

### Mk.III (Type 330)
Mk.III var det første forsøg på at forbedre det grundlæggende Spitfire design, og den introducerede adskillige detaljer som blev anvendt i senere marks. Flyet fik en Rolls-Royce RM 2SM, senere kendt som Merlin XX, der kunne levere 1.036 kW (1.390 hk) takket være dens to-trins kompressor. Vingespandet blev reduceret til 9,3 m (30 ft 6 in) og vingearealet reduceret til 20,4 m2 (220 sq ft), mens totallængden blev øget til 9,2 m (30 ft 4 in). Det forstærkede understel var drejet ca 5 cm fremover, for at gøre flyet mere stabilt på jorden, or der var lemme der komplet dækkede hjulene når de var trukket op. Halehjulet blev også fuldt optrækkeligt. Vindspejlet blev omdesignet med indbygget lamineret glas, et skudsikkert panel, og optisk fladt lamineret glas i sidepanelerne.
Den første Mk.III N3297 fløj første gang 16. marts 1940. Ud over N3297 blev en Spitfire Mk.V, W3237 tidligt i 1941 ombygget til en Mk.III, selv om den ikke fik det optrækkelige halehjul. W3237 erstattede N3297 da denne blev afleveret til Rolls-Royce; W3237 blev herefter benyttet som testfly, og gjorde som sådant stadig tjeneste i september 1944.
Selv om den nye Spitfire blev udviklet til at erstatte de tidligere typer på produktionslinjen, gjorde en overordnet beslutning om at allokere de sparsomme forsyninger af Merlin XX til Hurricane II serien at Mk.III projektet ikke blev til noget. Herefter blev der fokuseret på Mk.V serien. Mk.III udrustet med en Merlin XX var i stand til at opnå en maksimalfart på 640 km/t (400 mph) i en flyvehøjde af 6.400 m (21.000 ft).
N3297 blev til testfly for motorudviklingen. Vingerne blev erstattet med en standard 'A' vinge, og flyet blev afleveret ved Rolls-Royce i Hucknall. En prototype Merlin 60 med totrins kompressor blev herefter installeret; i praksis blev flyet dermed til prototypen (med det nye nummer type 348) for Spitfire Mk.IX.

### Mk.V (Typerne 331, 349 og 352)
- Wikimedia Commons har flere filer relateret til Supermarine Spitfire: Tidlige typer med Merlin motor

Sidst i 1940 forudså RAF at den forventede ankomst af Junkers Ju 86P bomberen med trykkabine ville få Luftwaffe til at starte en ny bombeoffensiv fra stor højde. For at imødegå denne trussel blev der opstartet udvikling af en ny Spitfire med trykkabine, med en ny udgave af Merlin: Mk.VI. Det ville tage nogen tid at udvikle den nye jager, men det var også nødvendigt at videreudvikle de eksisterende typer, som var under pres. Mk.V blev til som en hurtig nødløsning for dette problem.
Den grundlæggende Mk.V var en Mk.I med en Merlin 45-serie motor. Denne motor leverede 1.074 kW (1.440 hk) ved takeoff, og var forsynet med en nydesignet et-trins en-hastigheds kompressor. En forbedret karburator tillod også at denne Spitfire kunne udføre nul-g manøvrer uden at få problemer med brændstofforsyningen. Adskillige Mk.I og Mk.II flystel blev ombygget til Mk.V standarden af Supermarine, og begyndte at tilgå jagerenheder fra tidligt i 1941. Majoriteten af Mk.V blev bygget i Castle Bromwich.
Der blev produceret tre versioner af Mk.V, med adskillige underserier:

#### Mk.Va (Type 331)
Mk.Va fortsatte med at bruge Type A vingen med otte .303" Browning maskingeværer. Denne version kunne opnå en tophastighed på 603 km/t (375 mph) i 6.300 m (20.800 ft) flyvehøjde, og kunne stige til 6.100 m (20.000 ft) på 7,1 minutter. I alt 94 stk. blev bygget. En særligt velkendt Mk.Va var W3185 D-B ("Dogsbody") fløjet af Douglas Bader mens han var kommandant for Tangmere Wing i 1941. Han blev skudt ned i dette fly (muligvis som følge af egenbeskydning) under et "Cirkus" (en wing jagere der eskorterer en lille styrke bombefly) over Nordfrankrig den 9. august 1941 og blev holdt som krigsfange resten af krigen. I april 1941 blev to Spitfire Mk.Va R7347 og W3119 sendt til Wright Field, Dayton, Ohio i USA som 'vareprøver'. Begge Spitfires blev testet af NACA; et af testforsøgene inkluderede montagen af specielle NACA "jet-fremdrift" udstødningsrør.

#### Mk.Vb og Mk.Vb (trop) (Typerne 349 og 352)
Mk.Vb blev den primære produktionsversion af Mk.V-typerne. Sammen med den nye Merlin 45 blev B-vingen monteret som standard. Efterhånden som produktionen skred frem blev der indført ændringer, og nogle af dem blev standard på alle senere Spitfires. Produktionen startede med at et antal Mk.Ib blev opgraderet til Mk.Vb af Supermarine. Fra tidligt i 1941 blev udstødningsrørene, som indtil da havde haft et rundt tværsnit, erstattet med en type der havde 'fiskehale' hvilket gav en smule mere trykkraft fra udstødningen. Nogle sene produktions Mk.Vb og Mk.Vc blev udrustet med seks kortere udstødningsrør på hver side, magen til dem på Spitfire Mk.IX og Seafire III; Det blev oprindeligt fastlagt at denne ændring specifikt kun blev benyttet på Mk.Vb(trop). Efter nogen indledende problemer med de originale Mk.I oliekølere, blev en større oliekøler monteret under bagbords vinge; denne kunne genkendes på et større kølerhus med et cirkelrundt luftindtag. Fra midt i 1941 blev de letmetal-dækkede krængeror standard.
Der blev indført en konstant strøm af modifikationer efterhånden som produktionen skred frem. En "udbulet" cockpit hood, fremstillet af fa. Malcolm, blev introduceret for at give mere plads til pilotens hoved, og for at give ham bedre udsyn. Mange midt-til-sent producerede Mk.Vb – og samtlige Mk.Vc – benyttede den forbedrede undersamling af vindspejlet med det integrerede skudsikre centerpanel og de flade sidevinduer, som blev introduceret i Mk.III. Fordi den bageste ramme til denne undersamling var højere end den oprindelige var hood'en over cockpittet ikke kompatibel med de tidligere modeller. Den nye hood kunne skelnes fra de gamle ved at den bageste ramme var bredere på de nye modeller.
Der blev benyttet forskellige propeltyper, afhængigt af hvorhenne den pågældende Mk.V blev bygget: Mk.Vb og Mk.Vc fremstillet ved Supermarine og Westland benyttede en 3-bladet de Havilland constant-speed propel med smalle metalblade og 3,28 m (10 ft 9 in) diameter, hvorimod Castle Bromwich-fremstillede Mk.Vb og Mk.Vc blev udrustet med en bredbladet Rotol constant-speed propel med enten 3,28 m (10 ft 9 in) diameter og metalblade, eller (på sent producerede Spitfires) en Rotol propel med 3,12 m (10 ft 3 in) diameter med bredere blade fremstillet af "Jablo", en type komprimeret træ. Rotol propelspinnerene var længere og mere spidse end dem de Havilland benyttede, hvilket gav en 8,9 cm (3.5 in) længdeforøgelse af flyet. Rotol-propellerne gav en beskeden forøgelse af hastigheden ved flyvehøjder over 6.100 m (20.000 ft) og en lidt større maksimal flyvehøjde. Et stort antal Spitfire Mk.Vb havde et "gun heater intensifier" system monteret på udstødningsrørene. Det var et rørsystem der førte ekstra opvarmet luft ind i våbenkamrene. Der var et kort rørformet luftindtag på det forreste udstødningsrør, og et snævert rør fra det bageste udstødningsrør og ind under motordækslet.
Mk.Vb-serien var de første Spitfires der var i stand til at bære en serie specialdesignede droptanke, som blev ophængt under vingernes midterstykke. Der var monteret et par små kroge lige foran flapsnes inderste stykke. Når droptanken blev afkastet, greb krogene fat i tankens bagkant og svang den fri af skroget.
Med ankomsten af den fremragende Focke-Wulf Fw 190 i august 1941, blev Spitfire for første gang virkeligt underlegen. Dette fremskyndede udviklingen af den "midlertidige" Mk.IX. I et forsøg på at imødegå denne trussel, særligt ved lave flyvehøjder, var Mk.Vb den første produktionsmodel af Spitfire der havde afklippede vingetipper som et option. Dette reducerede vingespændet til 9,8 m (32 ft 2 in). De klippede vinger forøgede flyets rullehastighed og flyvehastigheden ved lav højde. En del forskellige versioner af Merlin 45/50-familien blev benyttet, heriblandt Merlin 45M som havde en neddrejet ("cropped") impeller i kompressoren, og boostet forøget til 1,24 bar (+18 lb) overtryk. Denne motor leverede 1.182 kW (1.585 hk) i 838 m (2.750 ft) flyvehøjde, hvilket gav L.F. Mk.Vb en maksimal stigehastighed på 21,6 m/s (4720 ft/min) i 610 m (2.000 ft) flyvehøjde.
Mk.Vb(Trop), eller type 352, kunne genkendes på det store Vokes luftfilter monteret under næsen; den reducerede flowhastighed af luften til kompressoren havde en skadelig indvirkning på flyets ydelse og reducerede topfarten med 13 km/t (8 mph) og stigehastigheden med 3 m/s (600 ft/min), men ydelsestabene blev anset som acceptable. Denne variant var også forsynet med en større olietank, og et sæt ørken-overlevelsesudstyr bag pilotens sæde. Flyene fik en ny ørken-camouflage bemaling. Mange Mk.Vb(Trop) blev modificeret af 103 MU (Maintenance Unit - RAF depoter, i hvilke fabriksnye fly blev bragt op til den ønskede frontstandard før de blev afleveret til eskadrillerne) i Aboukir, Egypten ved at erstatte Vokes-filteret med et lokalt fremstillet Aboukir filter, som var lettere og mere strømlinet. Der kan identificeres to typer af disse filtre i fotografier: Det ene havde et stort og firkantet filterhus, mens det andet var mere strømlinet. Disse fly var som regel forsynet med den bredbladede Rotol propel og havde klippede vinger.[h]

#### Mk.Vc og Mk.Vc(Trop) (Typerne 349 og 352/6)
Så vel som at indehave de fleste standard Mk.V features fik denne version adskillige vigtige ændringer i forhold til de tidligere Mk.V, de fleste af disse blev først afprøvet i Mk.III. Disse inkluderer den omdesignede og forstærkede struktur af kroppen og det nye design af vindspejlet, som også blev benyttet på nogle Mk.Vb Spitfires. Mk.Vc introducerede også den nye Type C eller "Universal" vinge sammen med det reviderede understel; oversiden af disse vinger havde store dråbeformede afdækninger der gav plads til fødemekanismen til Hispano kanonerne. Fordi de to kanoner sjældent blev monteret blev afdækningerne reduceret i størrelse så de blev mere strømlinede. Et dybere radiatorhus blev monteret under styrbords vinge, og en større oliekøler med en dybere og bøjet luftafgang blev placeret under bagbords vinge. Der blev tilføjet mere panserplade for at beskytte undersiden af pilotens sæde og ammunitionskasserne i vingerne.
Den første Spitfire modificeret til at bære bomber var en Malta-baseret Mk.Vc, EP201, som var i stand til at bære en 110 kg (250 lb) bombe under hver vinge. I en note til Air Ministry skrev Air Vice Marshal Keith Park: "...vi designede bombeholderne så flyet ikke mistede ydelse efter at bomberne var kastet. I modsætning til ophængene på Hurricane, smider vores Spitfire alle eksterne dele undtagen en stålribbe der stikker mindre end en tomme frem fra vingen."
En Mk.Vc(Trop) BP985 blev modificeret ved 103 MU så den kunne fungere som højtgående jager for at være i stand til at opfange de Ju 86P fotorekognosceringsfly der overfløj de Allierede flådebaser i Egypten. Dette fly var strippet for al overflødig vægt, heriblandt alle panserpladerne og Hispano kanonerne, og kompressionsforholdet af Merlin 46 motoren blev forøget ved at modificere cylinderblokkene. Der blev monteret en firebladet de Havilland propel og et Aboukir filter, en større 9,5 gallon olietank, og et sæt forlængede vingetipper.
De første Spitfires der blev sendt udelands i stort tal var Mk.Vc (Trop). Majoriteten af disse gjorde tjeneste ved Allierede eskadriller i Middelhavsområdet (inklusive Nordafrika), Burma og Australien hos No. 1 Fighter Wing RAAF. Til at begynde med led Mk.Vc under en høj mekanisk fejlrate i Australien. Dette var en følge af korrosion i motorernes kølekanaler og -rør. Flyene blev sendt fra UK af søvejen, og med tømte kølesystemer blev motorerne udsat for den saltholdige søluft.
Med fremkomsten af Mk.IX var det kun få Mk.Vc Spitfires der kom i kamp over Europa.

#### Spitfire Mk.V produktion og eksport
I alt 300 stk. Mk.Vc(Trop) blev sendt til Australien for at gøre tjeneste ved RAAF; de første af disse fly ankom sidst i 1942. I alt 143 stk. Spitfire Mk.Vb (heriblandt fly ombygget fra Mk.II) blev leveret til Sovjetunionen. Portugal modtog to forsendelser af Spitfire Mk.Vb; 33 stk. renoverede ex-RAF fly begyndte at ankomme tidligt i 1944 og den sidste forsendelse på 60 fly, hovedsageligt L.F. Mk.Vb med klippede vinger, ankom i 1947. Alle blev efterudrustet med TR 9 HF-radioer og havde ingen IFF. De sidste af disse Spitfires udtrådte af tjeneste i 1952. Tolv af disse fly blev overført til Royal Egyptian Air Force.
I 1944 fik Tyrkiet sendt tilstrækkeligt med Spitfire Mk.Vb(Trop) til at udruste en eskadrille. Nogle af disse fik senere de større og spidse sideror der var udviklet til de senere Spitfires med Merlin motorer. Disse fløj side om side med de Focke-Wulf Fw 190A-3s som Tyskland havde leveret til Tyrkiet.
Totalt blev der produceret 6.479 stk. Disse var fordelt på 94 stk. Mk.Va, bygget af Supermarine, 3.911 stk. Mk.Vb, (776 bygget af Supermarine, 2.995 bygget af Castle Bromwich og 140 stk. bygget af Westland) og 2.467 stk. Mk.Vc, (478 stk. bygget af Supermarine, 1.494 stk. bygget af Castle Bromwich, 495 stk. bygget af Westland) plus 15 stk. P.R. Type F bygget af Castle Bromwich.

#### Spitfire Mk.Vb med Daimler-Benz motor
I november 1942 nødlandede Spitfire Mk.Vb EN830 NX-X tilhørende 131 Squadron i en roemark nær Dielament Manor, Trinity, Jersey. Kanaløerne var på dette tidspunkt besat af tyskerne. Flyet kunne repareres, og blev - med tysk bemaling og tyske nationalitetsmærker - testfløjet på Luftwaffes forskningscenter Erprobungsstelle Rechlin, Rechlin-Lärz flyveplads. Flyet fik registreringen CJ+ZY. Under forsøgsrækken blev det foreslået at erstatte Merlin-motoren med en Daimler-Benz DB 605A inverteret V-12 motor; Spitfiren blev sendt til Echterdingen, syd for Stuttgart, hvor Daimler-Benz havde en flyvetest afdeling.
Efter afmontagen af Merlin-motoren blev det opdaget at skrogets tværsnit var næsten identisk med tværsnittet fra en Messerschmitt Bf 110G motornacelle. Et nyt motorophæng blev monteret på Spitfirens flystel, og DB 605 motoren og en motorafdækning blev installeret. En propelenhed og et luftindtag til kompressoren, begge taget fra en Bf 109 G, kompletterede installationen.
Der blev lavet andre ændringer for at erstatte Spitfirens instrumenter med tyske typer, og for at ændre det britiske 12-volt elektriske anlæg til den tyske 24-volt type. Efter dette påbegyndte Daimler-Benz Spitfiren flyvninger tidligt i 1944. Flyet var populært blandt de tyske piloter og blev fløjet hyppigt indtil det blev ødelagt i et USAAF bombeangreb den 14. august 1944.

### Mk.VI (Type 350)
- Wikimedia Commons har flere filer relateret til Supermarine Spitfire: Tidlige typer med Merlin motor

På det tidspunkt hvor Mk.V gik i produktion, var der en voksende frygt for at Luftwaffe var klar til at masseproducere meget højtflyvende bombere som Junkers Ju 86, der kunne flyve højere end de fleste datidige jagerfly. Det blev besluttet at en ny Spitfire variant med forbedret ydelse i stor højde ville være påkrævet. Under et møde afholdt på RAE i Farnborough den 17. februar 1941 ønskede Air Ministry at "en Spitfire skulle forsynes med en trykkabine i stand til at opretholde et differenstryk på 0,068 bar (69 hPa, 1 psi) ved 12.000 m (40.000 ft) flyvehøjde." En Marshall-fremstillet kompressor skulle anvendes, og der var enighed om at den normale cockpit hood, der blev skubbet bagud på et par glideskinner, kunne erstattes med en anden type så længe piloten i nødstilfælde kunne afkaste den.
Trykkabinen blev benyttet til at modgå de fysiologiske problemer som piloten blev udsat for i store højder. Kabinen havde ikke fuldt tryk som kabinen i et moderne trafikfly; trykdifferencen som det modificerede cockpit i Mk.VI kunne levere var kun 0,14 bar (140 hPa, 2 psi), hvilket var det dobbelte af hvad Air Ministry havde ønsket. For at opnå dette var det forreste og agterste skot til cockpittet fuldstændig lukkede, og alle kontrol- og elektriske forbindelser var ført igennem særlige gummiforseglinger. Derudover var sidedøren i cockpittet blændet af og erstattet med skrogets forhudning, og hood'en kunne ikke længere skubbes tilbage: glideskinnerne var blevet fjernet. Når piloten havde taget plads blev hooden lukket med fire snaplåse og forseglet med en oppustelig gummislange. Den kunne afkastes af piloten i en nødsituation. Vindspejlet i de producerede Mk.VI var af den samme type som var udviklet til Mk.III, men derudover havde den et indad-åbnende clear-view panel på ruden forud til venstre. Den ønskede effekt af kabinen var at få en flyvehøjde på 11.000 m (37.000 ft) til at føles som 8.500 m (28.000 ft) for piloten, som stadig ville være nødt til at bære en iltmaske. Overtrykket blev leveret af en Marshall-produceret kompressor der var placeret på styrbords side af motoren, fødet af et langt luftindtag under de styrbords udstødningsrør. Mk.VI blev bygget med en Coffman patronstarter, med et lille dråbeformet dæksel umiddelbart foran kompressorens luftindtag.
Motoren var en Rolls-Royce Merlin 47 der drev en firebladet Rotol propel med 3,27 m (10 ft 9 in) diameter; den nye propel gav øget effekt i store højder, hvor atmosfæren er meget tyndere. For at hjælpe med at udglatte luftstrømmen omkring vingetipperne blev de normale ovale tipper erstattet med forlængede, spidse tipper. Disse forøgede vingespandet til 12,2 m (40 ft 2 in). Derudover var vingerne af Type B.
Den maksimale hastighed som Mk.VI kunne opnå var 573 km/t (356 mph) i 6.600 m (21.800 ft) flyvehøjde. På grund af begrænsningerne ved motorens ettrins kompressor var maksimalhastigheden faldet til 425 km/t (264 mph) i 11.600 m (38.000 ft) flyvehøjde. Den maksimale flyvehøjde var 11.900 m (39.200 ft).
Truslen om en højtgående bombekampagne blev ikke til noget, og der blev kun bygget 100 stk. Mk.VI af Supermarine. Kun to enheder, 124 Squadron og 616 Squadron, blev fuldt udrustet med denne version, selv om adskillige andre enheder benyttede dem i små styktal som midlertidig foranstaltning. Som oftest blev Spitfire Mk.VI benyttet ved lavere flyvehøjder, hvor en konventionel Spitfire havde bedre egenskaber. Det blev opdaget at en modificeret Spitfire Mk.V kunne fungere næsten lige så godt i store højder som en Mk.VI. Særligt i lav højde var piloterne ofte nødt til at flyve med hood'en afmonteret, dels fordi cockpittet ville blive ukomfortabelt varmt, dels fordi de ikke var sikre på at de kunne nå at afkaste hood'en i nødstilfælde.
I 1943 blev fem Spitfire Mk.VI (BS106, BS124, BS133, BS134 og BS149) ombygget til improviserede P.R. Mk.VI af 680 Squadron i Egypten. Disse fly var blevet ændret til tropeanvendelse ved at montere de samme klodsede Vokes-filtre og andet udstyr som blev benyttet i Mk.Vb(Trop), og malet i "ørken" camouflagefarver.
På det tidspunkt hvor Mk.VI blev taget i tjeneste var de ikke længere nødvendige for at opfange de højtgående Junkers Ju 86P rekognosceringsfly, derimod var der brug for et RAF fotorekognosceringsfly med trykkabine til at flyve missioner over Kreta og resten af Grækenland. 103 MU i Aboukir udførte modifikationerne ved at fjerne bevæbningen og installere vertikale F8 kameraer i flyets bagkrop. Disse P.R. Spitfires blev benyttet nogle få gange i april og maj 1943, men blev taget ud af tjeneste i august. Det var de første P.R. Spitfires med trykkabine.

### P.R. Mk.XIII (Type 367)
P.R. Mk.XIII var en forbedring i forhold til den tidligere P.R. Type G. Den havde det samme kamerasystem men havde fået en ny motor, Merlin 32, som var blevet optimeret for lav flyvehøjde. Den bar en let bevæbning, 4 stk. .303" Browning maskingeværer. Den første prototype af P.R. Mk.XIII blev testet i marts 1943.
Der blev fremstillet 26 stk. P.R. Mk.XIII, som blev ombygget fra P.R. Type G, Mk.II eller Mk.V. De blev benyttet til lavtgående rekognoscering under forberedelserne til invasionen i Normandiet.

## Producerede fly
Listen over produktionstal er taget fra "Spitfire: Simply Superb part three" 1985, p. 187. Information om hvornår de første produktionsfly fremkom stammer fra serienummer listen i Morgan and Shacklady 2000. Eftersom hovedparten af de tidlige P.R. Spitfires blev ombygget fra eksisterende flystel, er de ikke oplistet separat. Eftersom de første Mk.V blev konverteret fra Mk.I og nogle Mk.II flystel er det de første "ægte" producerede Spitfire Mk.V der er oplistet.
| Mark       | Bygget af                              | Antal bygget | Noter                                                            |
| ---------- | -------------------------------------- | ------------ | ---------------------------------------------------------------- |
| Prototype  | Supermarine                            | 1            | K5054. Første flyvning 5. maj 1936.                              |
| Ia, Ib     | Supermarine, Westland                  | 1.567        | Første produktions-Spitfire K9787. Første flyvning 14. maj 1938. |
| IIa, IIb   | Castle Bromwich                        | 921          | Første Spitfire bygget i CB P7280, juni 1940.                    |
| III        | Supermarine                            | 2            | N3297 ombygget fra Mk.I, W3237 ombygget fra Mk.V.                |
| Va, Vb, Vc | Supermarine, Castle Bromwich, Westland | 6.487        | Første Mk.V; P8532 (Mk.Vb) juni 1941.                            |
| VI         | Supermarine                            | 100          | Første Mk.VI AB136 december 1941.                                |

### Citater
1. ↑  Price 1991, p. 10.
2. ↑  McKinstry 2007, p. 6.
3. ↑  McKinstry 2007, pp. 5–6.
4. ↑  McKinstry 2007, pp. 67–69, 75.
5. 1 2 3 4 5 6 7  Barbic 1996, pp. 165–167.
6. ↑  Air Ministry 1940, p. 7.
7. ↑  Air Ministry 1941, p. 7.
8. ↑  Morgan and Shacklady 2000, pp. 74, 172.
9. ↑  Price 1999, p. 135.
10. 1 2  Price 1999, p. 100.
11. ↑  Smallwood 1996, pp. 16–18.
12. ↑  Morgan and Shacklady 2000, p. 593.
13. ↑  Type numbers Arkiveret 27. juli 2011 hos  Wayback Machine Retrieved: 10 February 2008.
14. ↑  McKinstry 2007, p. 54.
15. 1 2  McKinstry 2007, p. 60.
16. ↑  Price 2002, p. 49.
17. ↑  Price 2002, p. 51.
18. ↑  Price 2002, pp. 56, 60.
19. ↑  McKinstry 2007, pp. 70–74.
20. 1 2  Price 2010, p. 88.
21. ↑  Morgan and Shacklady 2000, p. 45.
22. 1 2 3  Price 1999, p. 67.
23. ↑  Morgan and Shacklady 2000, p. 47.
24. 1 2  Price 2002, p. 81.
25. ↑  RAF slang terms Arkiveret 20. april 2008 hos  Wayback MachineTrolley acc Arkiveret 28. august 2008 hos  Wayback Machine Retrieved: 5 March 2008.
26. 1 2  Price 1999, p. 70.
27. ↑  Deere 2010, pp. 164–165.
28. 1 2 3 4  Price 1996, p. 19.
29. ↑  Morgan and Shacklady 2000, pp. 53–55.
30. ↑  Price 1996
31. 1 2 3  Price 1996, p. 21.
32. ↑  Price 2002, p. 82.
33. ↑  McKinstry 2007 p. 110.
34. ↑  Wood and Dempster 1990, p. 87.
35. ↑  Harvey-Bailey 1995, p. 155.
36. ↑  Morgan and Shacklady 2000, pp. 55–56.
37. ↑  Air Ministry 1940, Section 1, para vii "Combat concessions".
38. ↑  "Merlin II and III Use of +12 lbs./sq.in Boost Pressure – Alterations and Precautions." Air Ministry's Air Publication A.P.1590B/J.2-W. 16. London: Air Ministry, 1940.
39. ↑  Morgan and Shacklady 2000, p. 57.
40. ↑  Morgan and Shacklady 2000, pp. 57–61.
41. ↑  Price 1996, p. 53.
42. 1 2 3 4  Morgan and Shacklady 2000, p. 142.
43. ↑  Price 1996, pp.53–54.
44. ↑  Lopes 1990, pp. 19, 20.
45. ↑  FAI website Retrieved: 20 July 2009.
46. ↑  FAI record (current) Arkiveret 27. maj 2008 hos  Wayback Machine Hentet: 29. april 2008.
47. 1 2 3  Price 2002, p. 83.
48. ↑  Price 2002, p. 91.
49. 1 2  Price 2002, p. 87.
50. ↑  Price 2002, pp.87–90.
51. ↑  "id=1500 Speed Spitfire". Arkiveret fra originalen 10. juli 2017. Hentet 6. juni 2021. {{cite web}}: Mangler lodret streg i: |title= (hjælp)
52. 1 2 3  Matusiak 2007, p. 5.
53. ↑  Matusiak 2007, p. 4.
54. ↑  Matusiak 2007, pp. 12–14
55. ↑  Matusiak 2007, p. 18.
56. ↑  Matusiak 2007, pp. 6–8
57. ↑  Matusiak 2007, p. 7.
58. ↑  Matusiak 2007, pp. 18–19.
59. ↑  Price 2002, p. 100.
60. ↑  Matusiak 2007, pp. 20–21.
61. ↑  Matusiak 2007, pp. 11–12.
62. 1 2 3  Matusiak 2007, p.12
63. ↑  Smallwood 1996, pp. 40, 41.
64. ↑  Price 1999, pp. 99–100.
65. 1 2 3 4 5  "Spitfire: Simply Superb part three" 1985, p. 187.
66. 1 2  Price 1999, p. 107.
67. ↑  Air Ministry 1940, p. 9.
68. ↑  Morgan and Shacklady 2000, pp. 97, 99.
69. ↑  Price 1999, p. 109.
70. ↑  Price 1999, pp. 109–110.
71. ↑  "Spitfire Excavated From Stanhope Moors." Arkiveret 17. december 2010 hos  Wayback Machine acia.co.uk, Air Crash Investigation & Archaeology. Retrieved 22 June 2009.
72. ↑  Dixon, Rebecca. "The last flight of Spitfire P8563..." Arkiveret 23. februar 2012 hos  Wayback Machine Newsandstar.co.uk. Retrieved: 22 June 2009.
73. ↑  Price 1999, p. 125.
74. ↑  Morgan and Shacklady 2000, pp. 129–131.
75. ↑  Morgan and Shacklady 2000, p. 132.
76. ↑  Price 1999, pp. 125–126.
77. 1 2  Price 1999, p. 129.
78. ↑  Price 2002, p. 131.
79. ↑  "Spitfire VA flight qualities" (PDF).
"Spitfire VA stall characteristics" (PDF). 
"Jet propulsion exhaust stacks" (PDF). Retrieved: 29 January 2009.
80. 1 2  Morgan and Shacklady 2000, p. 171.
81. ↑  Matusiak 2004, pp. 76–77.
82. ↑  Matusiak 2004, pp. 81–82.
83. ↑  Matusiak 2004, pp. 86–88.
84. ↑  Morgan and Shacklady 2000, p. 148.
85. ↑  McKinstry 2007, pp. 278–279
86. ↑  Price 1999, p. 145.
87. ↑  Matusiak 2004, p. 13.
88. ↑  Morgan and Shacklady 2000, p. 154.
89. ↑  "Spitfire: Simply Superb part three" 1985, pp. 184–185.
90. ↑  Morgan and Shacklady 2000, p. 151.
91. ↑  Morgan and Shacklady 2000, p. 156.
92. ↑  Morgan and Shacklady 2000, p. 155.
93. ↑  Morgan and Shacklady, 2000 pp. 148, 155–156.
94. ↑  Alfred Price, Spitfire Mark V Aces 1941–45, Osprey Publishing, 1997, p. 70.
95. ↑  Morgan and Shacklady 2000, pp. 154–155.
96. ↑  Lopes 1980, pp. 21, 22, 24, 25.
97. ↑  "Spitfire: Simply Superb part three" 1985, p. 189.
98. ↑  Morgan and Shacklady 2000, p. 181.
99. 1 2 3  Price 2002, p. 138.
100. ↑  DB powered Spitfire Vb Hentet: 4. april 2008.
101. 1 2 3 4 5 6 7  Price 2002, p. 147.
102. ↑  Morgan and Shacklady 2000, p. 254.
103. ↑  Price 2002, p. 173.
104. 1 2  Price 2002, p. 150.
105. 1 2  Matusiak 2007, p. 30.
106. 1 2  Price 1999, p. 182.
107. ↑  "Spitfire: Simply Superb part three" 1985, p. 187
108. ↑  Morgan and Shacklady 2000

## Eksterne links
- Alan Le Marinel hosts Supermarine Spitfire
- Spitfire Performance Testing Arkiveret 26. november 2013 hos  Wayback Machine
- Spitfire/Seafire Serial Numbers, production contracts and aircraft histories
- Warbird Alley: Spitfire page – Information about Spitfires still flying today
- K5054 – Supermarine Type 300 prototype Spitfire & production aircraft history
- NACA reports on Spitfire Mk VA W3119 :
- Spitfire VA flight qualities
- Spitfire VA stall characteristics
- Jet propulsion exhaust stacks Retrieved: 29 January 2009.
- "Spitfire Mk1 – Daily Inspection – Squadron 609" på YouTube